# Valérie Allain
Pour les articles homonymes, voir Allain (homonymie).
Valérie Allain est une actrice française, née le 3 avril 1966 à Saint-Raphaël (Var).

## Biographie
Elle est connue aux États-Unis pour avoir interprété « Mireille », dans l'émission éducative French in Action (en), ce programme est largement diffusé dans ce pays, dans les bibliothèques, les universités et à la télévision.
Elle a un fils et une fille, Pablo, né en 1990, et Juliette, en 2003.

## Filmographie

### Cinéma
- 1984 : Le Cowboy de Georges Lautner : Sylvie
- 1985 : À nous les garçons de Michel Lang : Stéphanie
- 1987 : Club de rencontres de Michel Lang : Christiane, dite Cricri
- 1987 : Un sketch : Armide
- 1987 : Les Nouveaux Tricheurs de Michaël Schock : Christine
- 1988 : Alouette, je te plumerai de Pierre Zucca : Françoise
- 1990 : L'Avare (L'avaro) de Tonino Cervi : Mariana
- 1992 : De justesse de Pascal Graffin (court métrage) :
- 1992 : La plage Patrick Bokanowski :
- 1992 :  Princesse Alexandra  de Denis Amar : Alix, une amie du Marquis Désormières

### Télévision

#### Téléfilms
- 1986 : La Chambre d'Ami de Caroline Huppert
- 1990 : Duo de Claude Santelli : Bizoute
- 1993 : Morasseix de Damien Odoul : L'institutrice
- 1997 : Une femme sur mesure de Detlef Rönfeldt : La diététicienne
- 1997 : Cassidi et Cassidi: Le démon de midi de Joël Santoni : Natacha

#### Séries télévisées
- 1987 : French in Action (en) : Mireille
- 1985 : Le Chevalier de Pardaillan : Loïse
- 1988 : Un château au soleil (mini-série) : Isabelle Beaufroy
- 1990 : Un comédien dans un jeu de quilles (mini-série) : Danièle
- 1990 : Fleur bleue (mini-série) :
- 1992 : Puissance 4 : Clara
- 1998 : Commissaire Moulin : Élise
- 1998 : Navarro : Médecin des quais
- 2000 : Julie Lescaut, épisode 4 saison 9, L'inconnue de la nationale de Daniel Janneau : Odile Blanco
- 2000 : Blague à part : L'hôtesse de l'air